# Mi esplodevi nella mente/Allegramente
Mi esplodevi nella mente/Allegramente è un singolo di Franco Simone, pubblicato nel 1973 come 45 giri su etichetta Ri-Fi numero RFN - NP 16549.

## Tracce
- Lato A - Mi esplodevi nella mente - (F. Simone) - 3 min 10 s Settebello
- Lato B - Allegramente - (F. Simone) - 3 min 07 s Ri-Fi

Produttore: E. Leoni